# Glasslip
Glasslip (グラスリップ, Gurasurippu) est une série d'animation japonaise réalisée par Junji Nishimura et produite par les studios P.A. Works. La série compte 13 épisodes et a été diffusée au Japon entre le 3 juillet 2014 et le 25 septembre 2014 sur Tokyo MX. Elle est diffusée en simulcast dans les pays francophones sur Crunchyroll. Une adaptation en manga illustrée par Mayumi Katō est aussi pré-publiée dans le magazine Ponimaga des éditions Pony Canyon.

## Synopsis
Tōko Fukami vit dans une petite ville au bord de la mer appelée Hinodehama (日乃出浜) et aide régulièrement dans l'atelier de fabrication de verre de ses parents.  Pendant les vacances d'été de sa dernière année de lycée, elle rencontre Kakeru Okikura, un élève qui vient d'être transféré, qui prétend qu'une voix lui parle du futur et qu'elle l'a conduit à Tōko.

## Personnages

### Personnages principaux
Tōko Fukami (深水 透子, Fukami Tōko)
Yanagi Takayama (高山 やなぎ, Takayama Yanagi)
Sachi Nagamiya (永宮 幸, Nagamiya Sachi)
Kakeru Okikura (沖倉 駆, Okikura Kakeru)
Yukinari Imi (井美 雪哉, Imi Yukinari)
Hiro Shirosaki (白崎 祐, Shirosaki Hiro)

### Autres personnages
Ken Fukami (深水 健, Fukami Ken)
Mari Fukami (深水 真理, Fukami Mari)
Hina Fukami (深水 陽菜, Fukami Hina)
Momo Shirosaki (白崎 百, Shirosaki Momo)
Matasaburou Shirosaki (白崎 又三郎, Shirosaki Matasaburō)
Toshihiro Okikura (沖倉 利尋, Okikura Toshihiro)

## Anime
L'anime de 13 épisodes est produit par les studios P.A. Works et réalisée par Junji Nishimura. Sa diffusion au Japon a débuté le 3 juillet 2014 sur Tokyo MX et est toujours en cours de diffusion. Le scénario est écrit par Rika Satō et Junji Nishimura, et la bande son est composée par Akito Matsuda,. La série est diffusée en simulcast dans les pays francophones sur Crunchyroll.

### Liste des épisodes
| No | Titre français               | Titre japonais | Titre japonais    | Date de 1re diffusion |
| No | Titre français               | Kanji          | Rōmaji            | Date de 1re diffusion |
| -- | ---------------------------- | -------------- | ----------------- | --------------------- |
| 1  | Feu d'artifice               | 花火           | Hanabi            | 3 juillet 2014        |
| 2  | Le banc                      | ベンチ         | Benchi            | 10 juillet 2014       |
| 3  | Un baril                     | ポリタンク     | Poritanku         | 17 juillet 2014       |
| 4  | La pente                     | 坂道           | Sakamichi         | 24 juillet 2014       |
| 5  | Le pont Hinode               | 日乃出橋       | Hinode-bashi      | 31 juillet 2014       |
| 6  | Coup de poing                | パンチ         | Panchi            | 7 août 2014           |
| 7  | La bicyclette                | 自転車         | Jitensha          | 14 août 2014          |
| 8  | La neige                     | 雪             | Yuki              | 21 août 2014          |
| 9  | La Lune                      | 月             | Tsuki             | 28 août 2014          |
| 10 | Jonathan                     | ジョナサン     | Jonasan           | 4 septembre 2014      |
| 11 | Le piano                     | ピアノ         | Piano             | 11 septembre 2014     |
| 12 | Feu d'artifice (réitération) | 花火（再び）   | Hanabi (Futatabi) | 18 septembre 2014     |
| 13 | Étoiles filantes             | 流星           | Ryūsei            | 25 septembre 2014     |

### Doublage
| Personnages     | Personnages     | Voix japonaises    |
| --------------- | --------------- | ------------------ |
| Tōko Fukami     | Tōko Fukami     | Seria Fukagawa     |
| Yanagi Takayama | Yanagi Takayama | Saori Hayami       |
| Sachi Nagamiya  | Sachi Nagamiya  | Risa Taneda        |
| Kakeru Okikura  | Kakeru Okikura  | Ryōta Ōsaka        |
| Yukinari Imi    | Yukinari Imi    | Nobunaga Shimazaki |
| Hiro Shirosaki  | Hiro Shirosaki  | Daiki Yamashita    |

## Manga
Une adaptation en manga titrée Hina's Lip (陽菜'S リップ), écrit par Kazemichi et illustrée par Mayumi Katō a commencé sa pré-publication le 3 juillet 2014 dans le magazine Ponimaga des éditions Pony Canyon.